# Rhinobatos rhinobatos
Rhinobatos rhinobatos (Linnaeus, 1758), comunemente chiamato pesce violino o  pesce chitarra è un pesce raiforme appartenente alla famiglia Rhinobatidae. Vive nel Mediterraneo e nell'Atlantico orientale, su fondali sabbiosi o melmosi poco profondi.

## Descrizione
La struttura è quella tipica del genere Rhinobatos, con la parte anteriore del corpo appiattita sul piano orizzontale, a forma triangolare, che nel muso termina ad angolo acuto, presentando sulla linea mediana un rostro rialzato. Le pinne pettorali sono ampie e formano i bordi posteriori del capo, a cui seguono le due pinne ventrali, ben distinte dalle precedenti, alla cui base nei maschi si ritrovano gli emipeni. Mancano pinne anali. Gli occhi sono piccoli e seguiti dai due spiracoli. La bocca è posta sul lato ventrale, preceduta da due narici bilobate. I denti sono piatti e molariformi, adatti a triturare. Sempre sul lato ventrale si aprono bilateralmente le cinque fessure branchiali, di piccole dimensioni. La parte posteriore del corpo è invece più simile a quella degli squali, con due pinne dorsali triangolari di dimensioni quasi equivalenti, inserite in posizione arretrata rispetto alle ventrali, e precedute sulla linea mediana da una serie di tubercoli. La pinna caudale è pure triangolare ma non presenta lobi distinti.
Il colore è grigio o bruno-giallastro, più chiaro sul muso, talvolta con i bordi delle pinne chiari o giallo più intenso, mentre il lato ventrale è bianco lattiginoso.
Normalmente non supera la lunghezza di un metro, anche se sono state registrate lunghezze massime di 140 cm per il maschio e di 162 per la femmina.

## Distribuzione e habitat
Presente in tutto il Mediterraneo, più comune nel bacino meridionale, e sulle coste africane dell'Atlantico fino alla zona equatoriale, a nord fino al Golfo di Biscaglia.
Lo si ritrova abitualmente in acque poco profonde, non oltre i 100 metri, sui fondali sabbiosi o melmosi, anche molto vicino a riva.

## Biologia

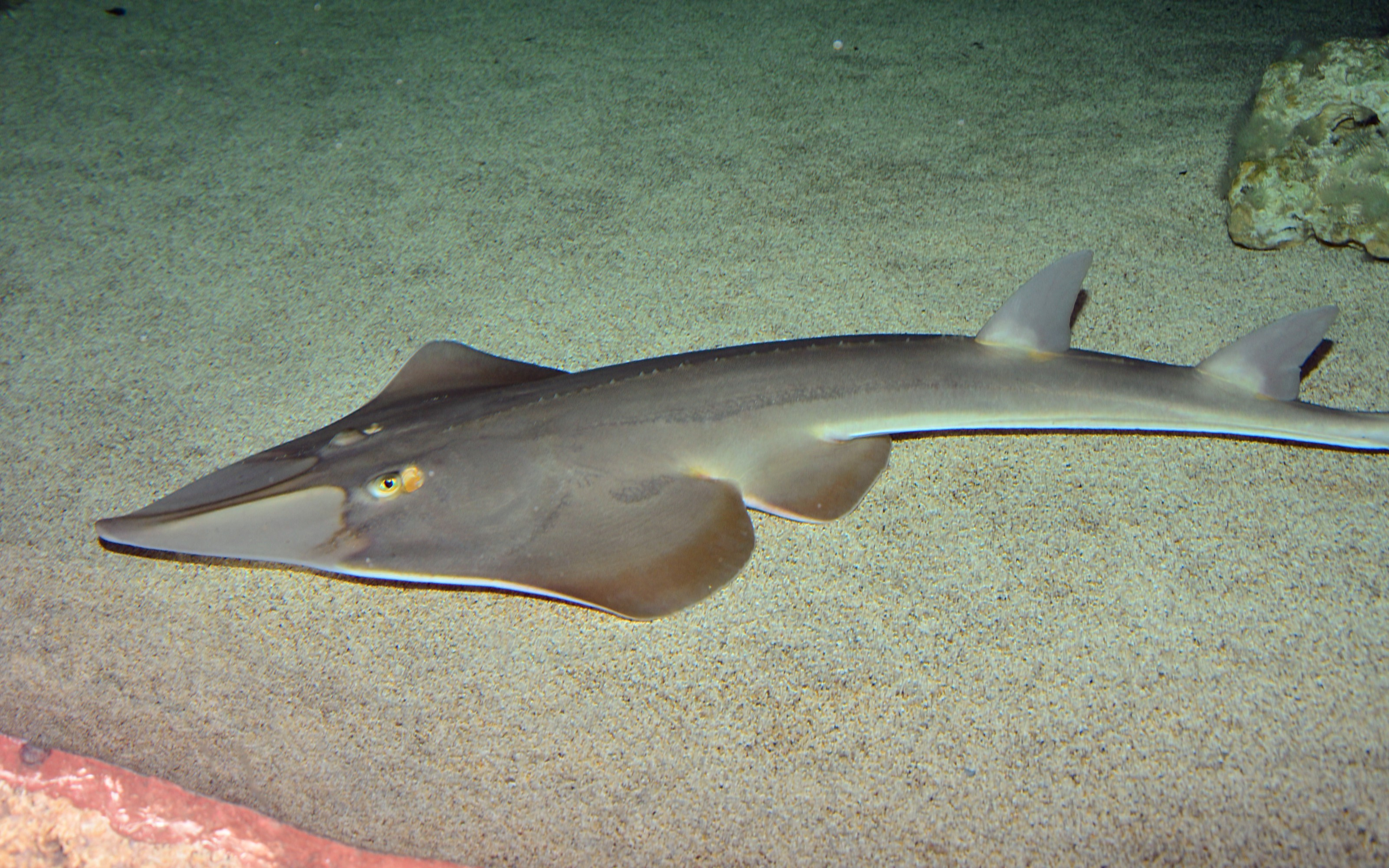
R. rhinobatos

### Comportamento
Lo si può osservare appoggiato su fondi sabbiosi o melmosi, talvolta parzialmente infossato. Non è un forte nuotatore, tanto che è possibile catturarlo a mani nude. Non è pericoloso per l'uomo.

### Alimentazione
Essendo animale prettamente bentonico, si nutre di piccoli crostacei, molluschi ed altre creature di fondo di piccole dimensioni. Nel suo stomaco vengono abitualmente trovate anche prede che suggeriscono capacità di caccia in ambiente semipelagico, come pesci teleostei non di fondo.

### Riproduzione
Si tratta di una specie ovovivipara sprovvista di placenta: le uova si schiudono nell'utero, dove prosegue lo sviluppo embrionale, prima del parto. La periodicità riproduttiva è annuale, la gestazione dura circa 9 mesi e nascono un numero variabile di piccoli, da 8 a 14. La lunghezza della gestazione sembra dovuta ad un meccanismo specifico sviluppato per permettere ai piccoli di nascere nel periodo più favorevole per la sopravvivenza.

## Pesca
Viene pescato soprattutto nelle aree meridionali del Mediterraneo ed in Turchia, dove le carni vengono utilizzate per la preparazione del kebab.

## Stato di conservazione
Il lungo periodo di gestazione e la pressione dovuta alla pesca mettono in serio rischio il futuro di questa specie, che nel Mediterraneo settentrionale, dove una volta era segnalata con frequenza, è diventata molto rara. Per questo è stata inserita nella lista IUCN tra le specie minacciate di estinzione (EN).